# セシャト
セシャト（Seshat）は、古代エジプト神話の知恵、知識、記述を司る女神であり、様々な綴りが見られる。名前の意味は「代書する女性」で、彼女は書記および記録保管者とみなされ、記述法を発明したとされている。彼女はまた、会計学、建築学、天文学、占星術、数学、測量を司る女神としても認識されていた。

## 概要
美術において、セシャトは7頂点の紋章が頭上にある女性として描かれた。この紋章が何を表しているのかは不明である。この紋章はセシャトの異名Sefkhet-Abwy（「7つの角を持つ」と言う意味）の由来となっている。
「本の館の女主人（Mistress of the House of Books）」はセシャトの別名で、彼女の神官たちが図書館を監督し、最重要な知識の冊子が集められ、綴られた文章が保管された。エジプト第4王朝の王子の1人Wepemneferetが「王立書記の監督官、セシャト神官」であると古代エジプトの石碑（Slab stela）には記されている。ヘリオポリスは彼女の主要な聖域と位置付けられた。
たいてい彼女はヤシの茎を持ち、そこに時間経過を記録する刻み目をつけて、特にファラオの人生の時間配分（各ファラオの治世期間の長さ）を追跡し続けている様子が描かれる。また彼女は他の道具を、それはしばしば、土地や建造物を調べるための一定間隔で結び目のある紐、を持っている姿でも描かれている。
セシャトはチーターやヒョウの皮、葬儀を行う司祭の象徴を纏った姿でよく示される。衣裳に覆われて皮膚が見えない場合も、衣裳の柄がネコ科の斑点模様である。生来の皮の模様は星を表すと考えられ、永遠の象徴であり、夜空と関連があると考えられている。 
測量や書記を司る神として、セシャトはこれら両方の実践でファラオを補佐しているのだろうと信じられていた。ファラオに割り当てられた地上の滞在時間を、ヤシの木に刻むことで記録したのは彼女だった。
セシャトは「紐をピンと張る」儀式でファラオを補佐した。この儀式は、寺院やその他の重要な建造物の基礎を設置することに関連して、神聖な照準線と寸法の精度を決定し保証するためのものであった。彼女の能力は、毎年の洪水後に境界線を再確立するべく土地を調査するのに必要なものであった。セシャトの名前でこれらの役割を担った女性神官もまた、同様の職務を遂行して数学や関連知識を蓄える訓練を受けた他の職員を監督した。
彼女はまた、ファラオが戴冠式で行った演説を記録する責務があり、軍事行動で獲得した海外の捕虜や戦利品の在庫を承認する責務も負っていた。エジプト新王国時代、彼女は30年間の治世を祝うことができるファラオが行ったセドの祭に密接に関連していた。
時の管理者で知恵の神としても敬われていた書物の神トートは、セシャトと密接な関連があり、重複する機能をいくつか共有していた。セシャトは時には彼の娘として、また時には妻として認識された。

## ギャラリー

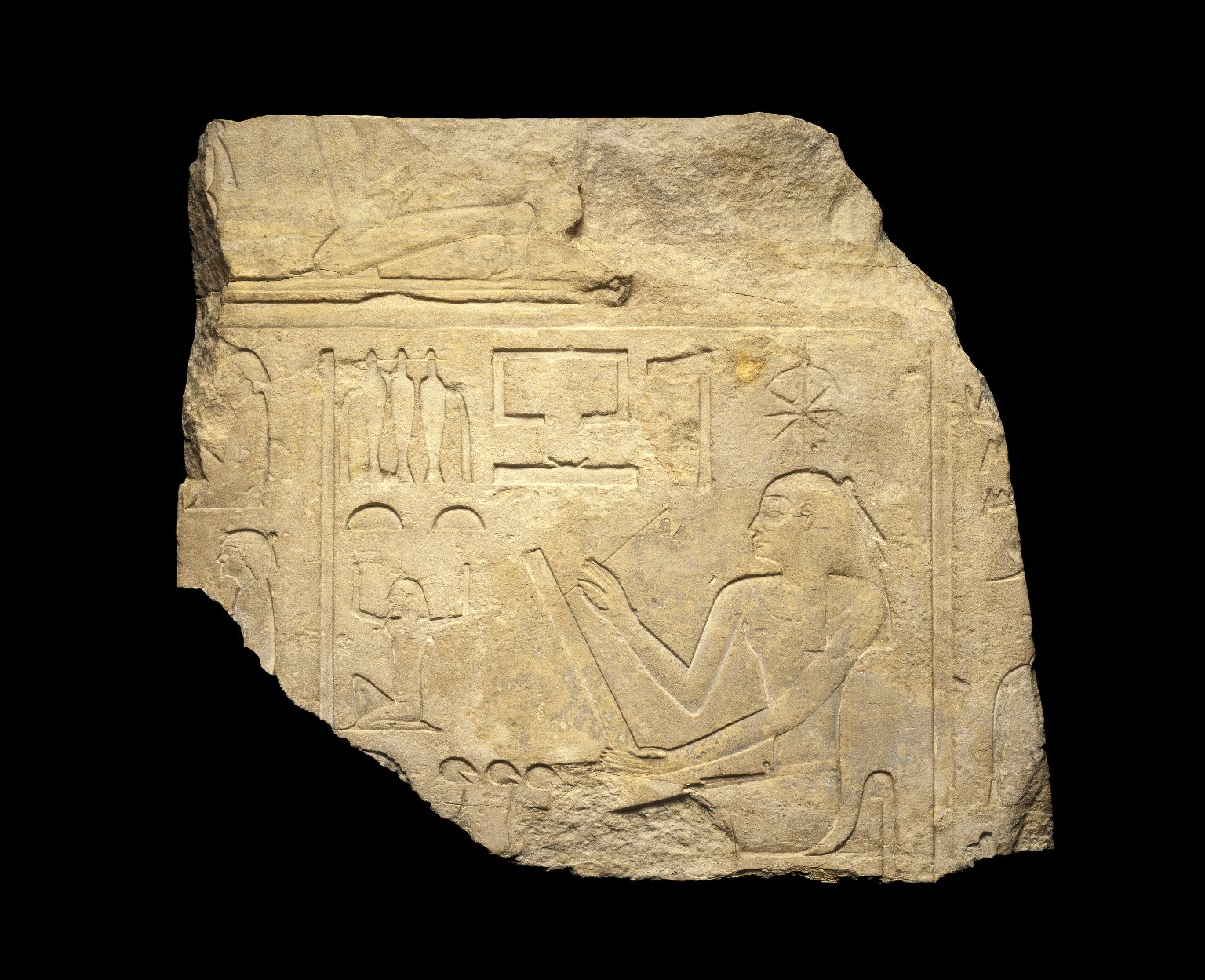
女神セシャト、紀元前1919-1875年頃。ブルックリン美術館
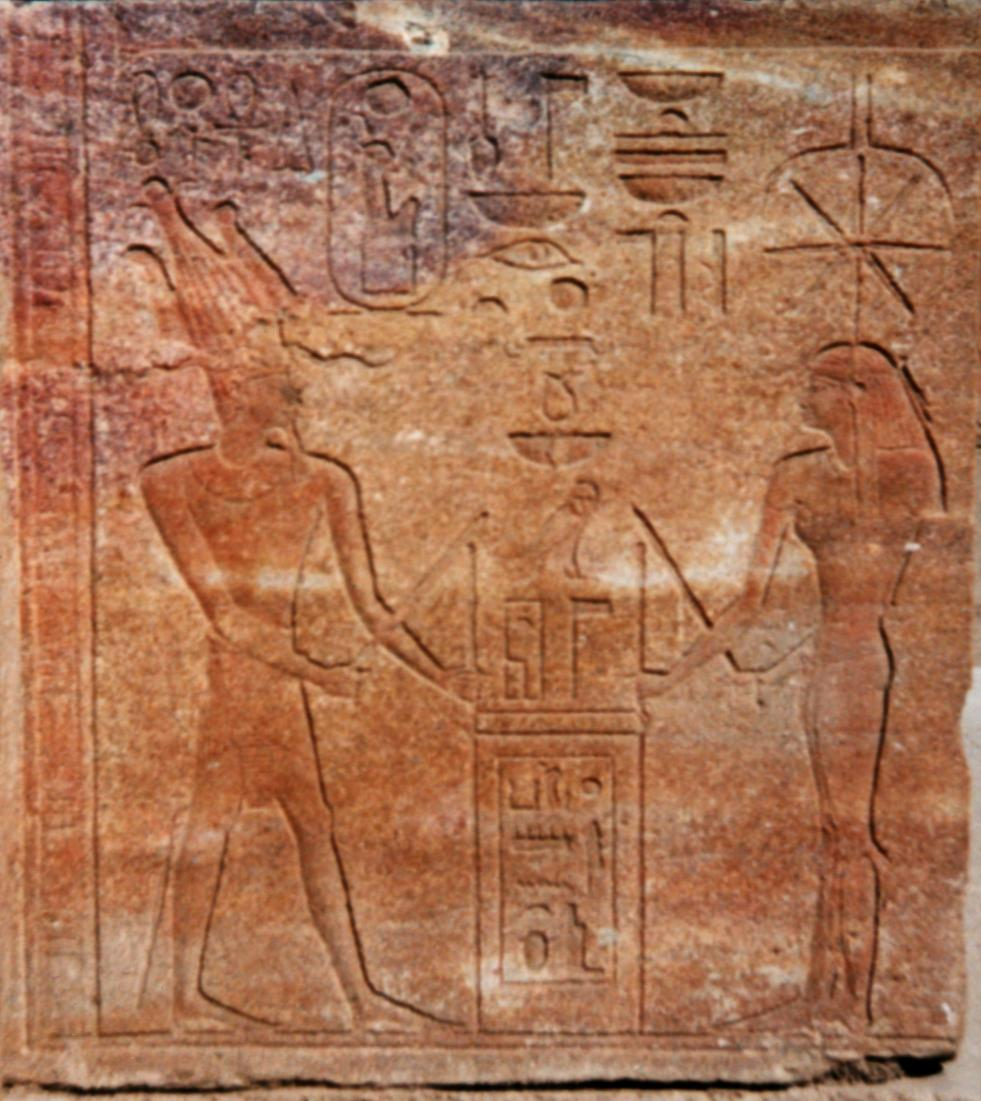
ハトシェプスト と一緒にいる女神セシャト
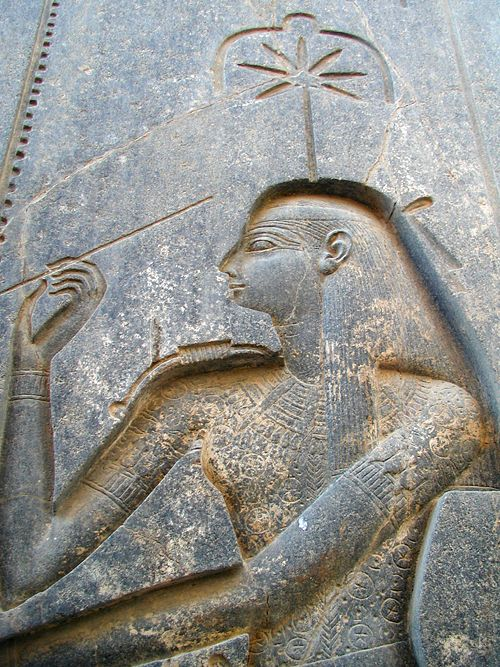
ルクソールのアメン大神殿にあるラムセス2世像の玉座の後ろに彫られたセシャト。 紀元前1250年頃。
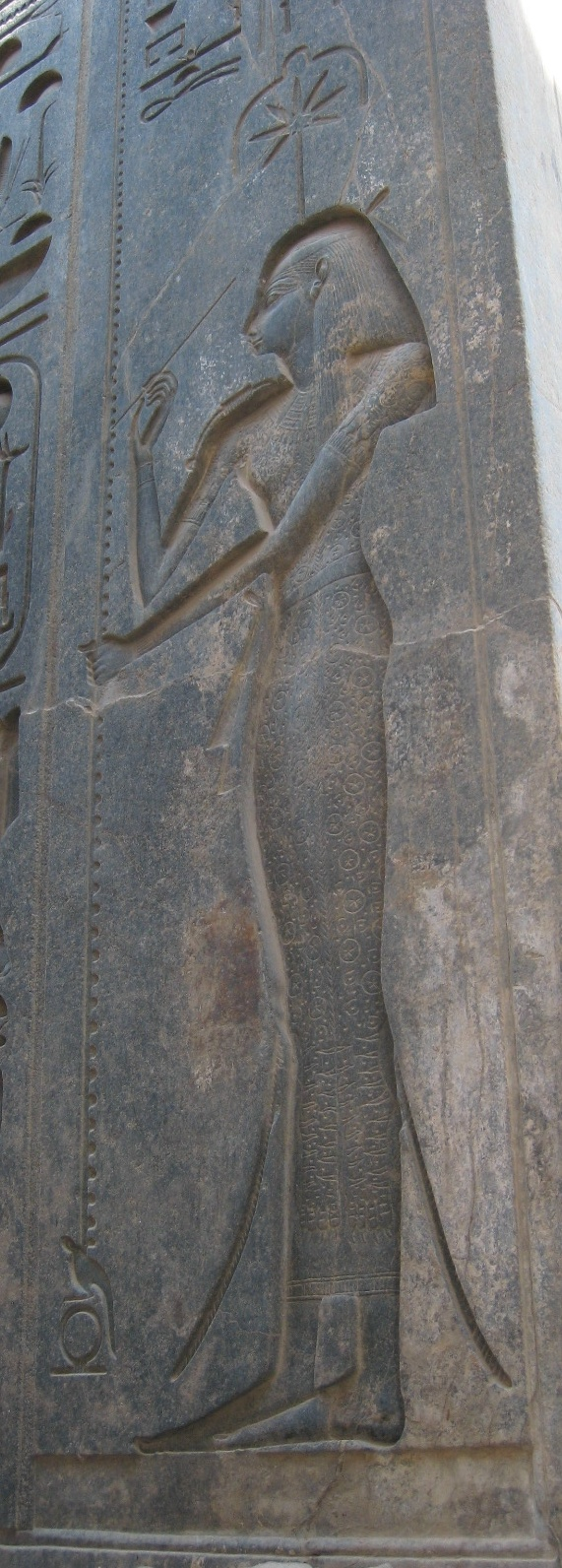
セシャトの全身彫刻
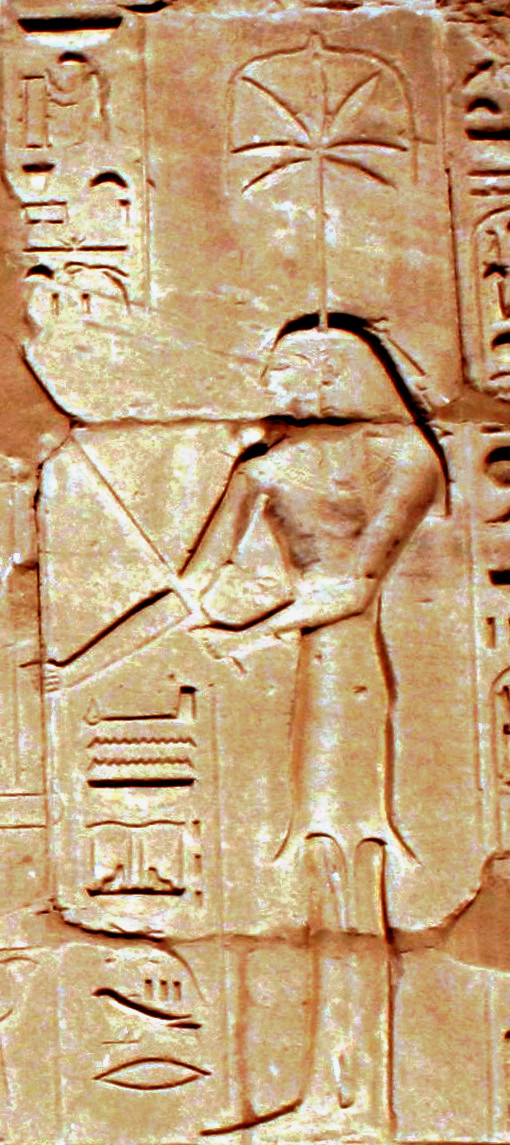
カルナック神殿のセシャト